# موناراگالا
موناراگالا (به لاتین: Monaragala) یک منطقهٔ مسکونی در سری‌لانکا است که در استان یووا واقع شده‌است.

## خصوصیات
موناراگالا ۱۰٬۱۲۳ نفر جمعیت دارد و ۱۵۱ متر بالاتر از سطح دریا واقع شده‌است.